# Ейтгейзен
Ейтгейзен (нід. Uithuizen, нід. вимова: [œyt'ɦœyzən]) — село в нідерландській провінції Гронінген. Входить до муніципалітету Гет-Гогеланд.
Його площа становить 3,7км², а населення станом на 2021 рік складало 4 885 осіб.
До 1979 року мало статус окремого муніципалітету.

## Галерея

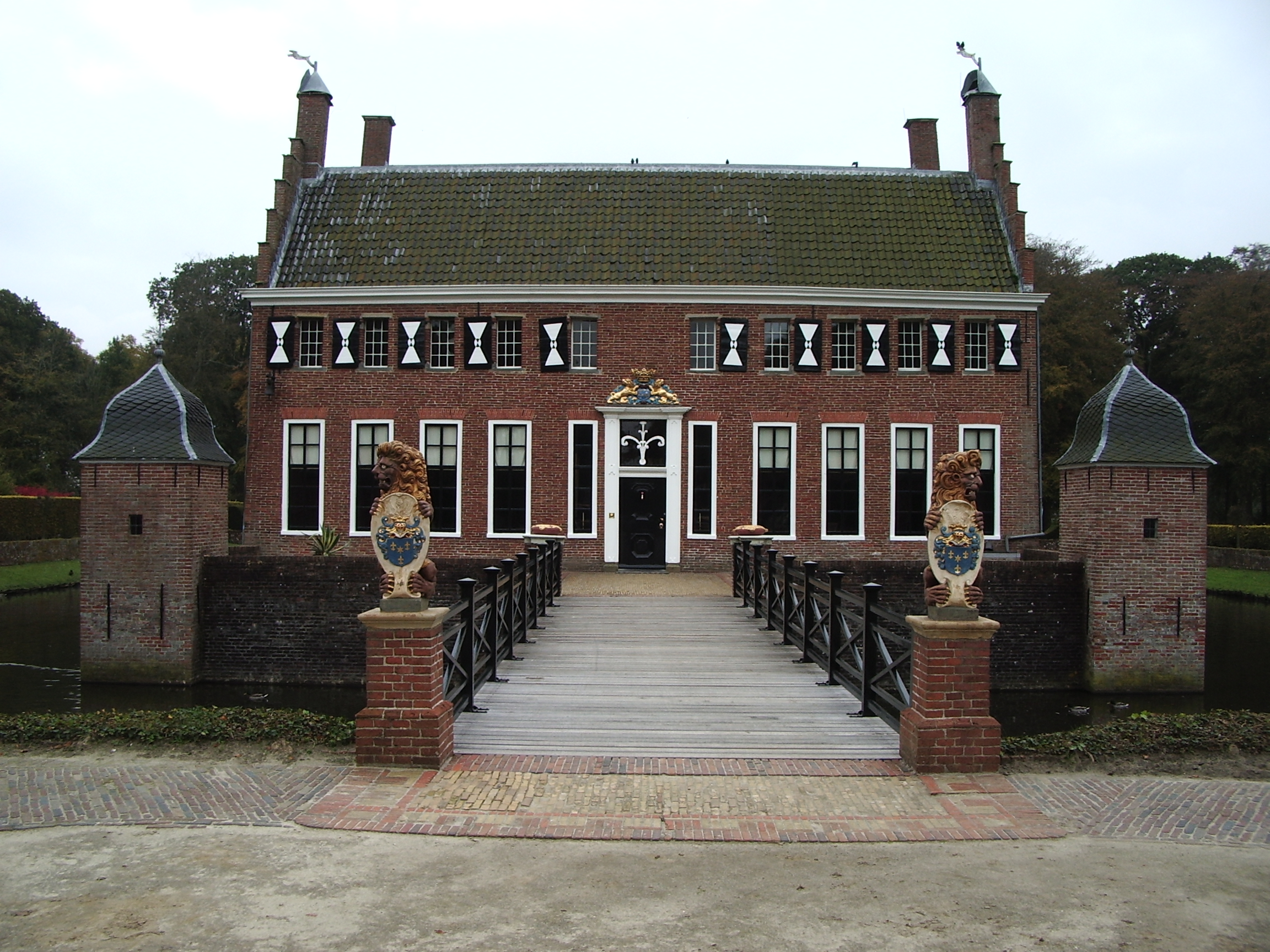
Замок Менкемаборг
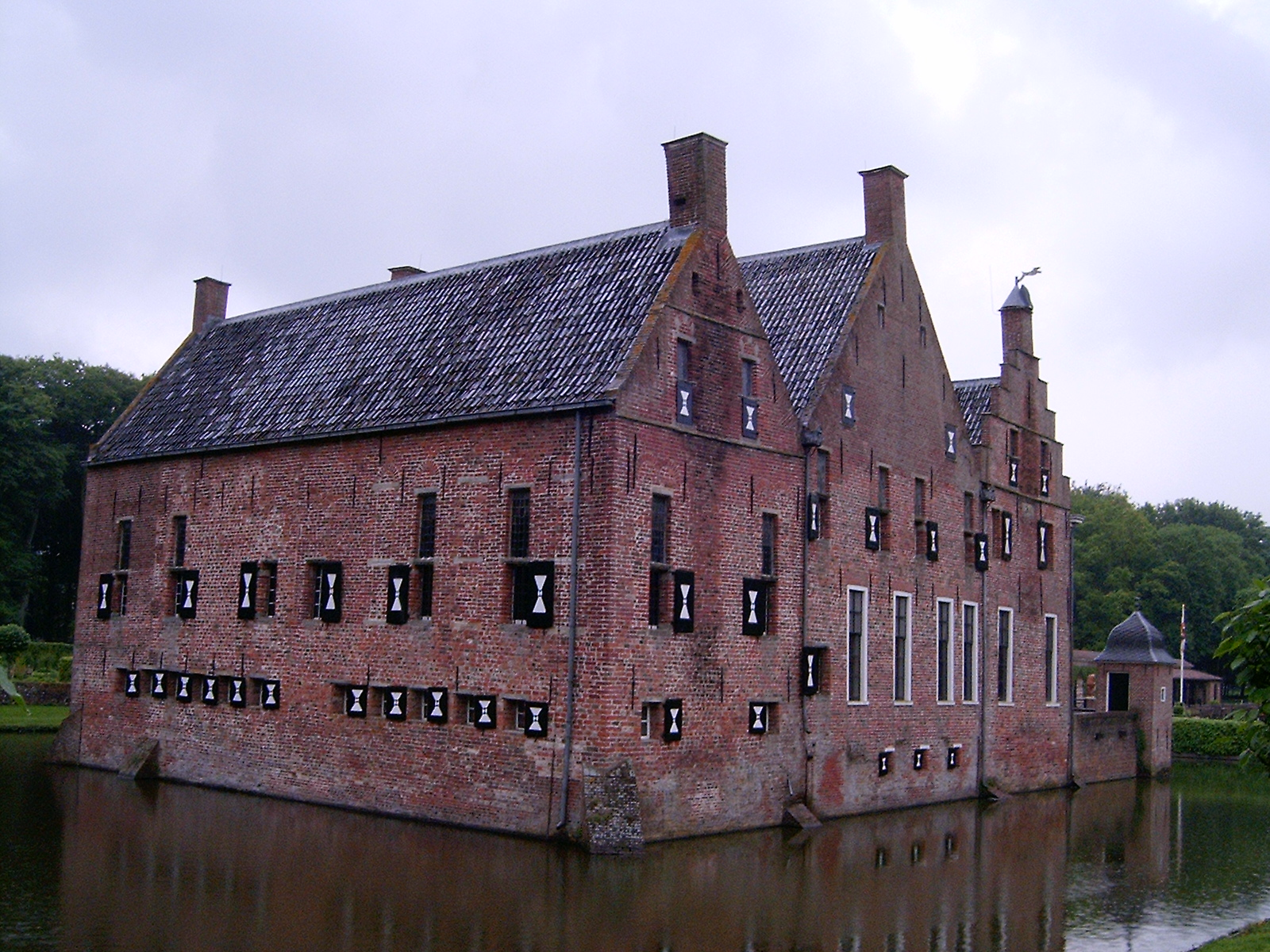
Замок Менкемаборг
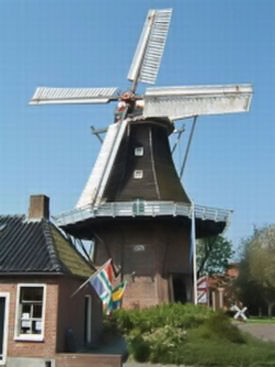
Вітряк De liefde (1866)